# Kanton Caumont-l’Éventé
Der Kanton Caumont-l’Éventé war von 1790 bis 2015 ein französischer Wahlkreis im Département Calvados und in der damaligen Region Basse-Normandie. Er umfasste 14 Gemeinden im Arrondissement Bayeux; sein Hauptort (frz.: chef-lieu) war Caumont-l’Éventé. Die landesweiten Änderungen in der Zusammensetzung der Kantone brachten im März 2015 seine Auflösung. Vertreterin im Generalrat des Départements war durchgehend seit 1998 Sylvie Lenourrichel. 

## Geschichte
Der Kanton wurde am 4. März 1790 im Zuge der Einrichtung der Départements als Teil des damaligen „District de Bayeux“ gegründet. Mit der Schaffung der Arrondissements am 17. Februar 1800 wurde der Kanton als Teil des damaligen Arrondissements Bayeux neu zugeschnitten.

## Gemeinden
| Gemeinde                | Einwohner (Stand: 2022) | Code postal | Code Insee |
| ----------------------- | ----------------------- | ----------- | ---------- |
| Anctoville              | 905                     | 14240       | 14011      |
| Caumont-l’Éventé        | 11192                   | 14240       | 14143      |
| Cormolain               | 356                     | 14240       | 14182      |
| Foulognes               | 177                     | 14240       | 14282      |
| Hottot-les-Bagues       | 470                     | 14250       | 14336      |
| La Lande-sur-Drôme      | 59                      | 14240       | 14350      |
| Livry                   | 705                     | 14240       | 14372      |
| Longraye                | 206                     | 14250       | 14376      |
| Saint-Germain-d’Ectot   | 275                     | 14240       | 14581      |
| Sainte-Honorine-de-Ducy | 116                     | 14240       | 14590      |
| Sallen                  | 234                     | 14240       | 14664      |
| Sept-Vents              | 361                     | 14240       | 14672      |
| Torteval-Quesnay        | 359                     | 14240       | 14695      |
| La Vacquerie            | 298                     | 14240       | 14722      |

## Bevölkerungsentwicklung
| 1962 | 1968 | 1975 | 1982 | 1990 | 1999 | 2006 | 2011 |
| ---- | ---- | ---- | ---- | ---- | ---- | ---- | ---- |
| 6354 | 5948 | 5488 | 5573 | 5577 | 5713 | 6115 | 6419 |